# Zarco (Schiff)
Die NRP Zarco ist eine 1983 gebaute Ketsch der portugiesischen Marine. Das zuvor unter verschiedenen Namen privat genutzte Boot wurde 2007 wegen Drogenschmuggels beschlagnahmt und dient seitdem als Segelschulschiff.

## Bau und technische Daten
Das Boot vom Typ Jongert 20 DS wurde 1983 auf der niederländischen Jachtwerf Jongert am damaligen Sitz in Medemblik (seit 2003 Wieringerwerf) unter der Baunummer 312 auf Kiel gelegt. Es ist über alles 22,56 Meter lang, 5,60 Meter breit, 3,00 Meter tief und verdrängt maximal 61 Tonnen. In ihrem Rigg können bis zu fünf Segel (Genua, Stagsegel, Großsegel, Besansegel und Spinnaker) mit 510 m² gesetzt werden. Unter Segeln erreicht sie eine Geschwindigkeit von 11,0 Knoten, unter Motor – einem Achtzylinder-Dieselmotor vom Typ Mercedes-Benz OM227 mit 241 PS – 9,0 Knoten. Die Besatzung besteht aus zwei Offizieren, zwei Mannschaften und bis zu acht Kadetten.

## Geschichte
Mit der Auslieferung an einen privaten Kunden am 26. Mai 1983 gab der Eigner dem Boot den Namen Pajara. Nach dem Verkauf vom 17. März 1993 nannte der neue Eigentümer es Meresea III, der letzte private Eigner aus Spanien 2002 dann Blaus VII. Am 14. Februar 2007 wurde die Blaus VII bei dem Versuch, 1500 Kilogramm Kokain zu schmuggeln, in Zusammenarbeit von Polizei und Marine unter der Führung der portugiesischen Korvette António Enes etwa 100 km vor Madeira von Marinesoldaten geentert und anschließend beschlagnahmt.
Portugiesische Marine und Polizei konnten das Boot weiter gemeinsam nutzen, wobei die Marine die Wartung und regelmäßige Nutzung sicherstellte. Unter Beibehaltung des Namens setzte sie das Boot zur Segelausbildung der Kadetten der Marineschule ein. Ab 2008 übernahm es die Aufgaben des außer Dienst gestellten Segelbootes NRP Vega. Am 3. Juli 2015 wurde das Boot offiziell in die Liste der Marineeinheiten aufgenommen und nach dem portugiesischen Seefahrer João Gonçalves Zarco (* um 1380; † um 1467) in NRP Zarco (A 5201) umbenannt, Heimathafen wurde Lissabon.
Auf den Ausbildungsfahrten können die Offiziere die an der Marineschule erworbenen theoretischen Kenntnisse in der Praxis üben bzw. vertiefen. Die Dauer der Fahrten reicht von zwei bis drei Tagen bis zu mehreren Wochen im Sommer: Unter der Woche segelt die Zarco zwischen dem Marinestützpunkt Lissabon und Sines oder Peniche, auf den längeren Fahrten geht es entlang der gesamten Küste und im Sommer zu ausländischen Häfen oder den Inselgruppen von Madeira und den Azoren. Ebenso nimmt die Zarco an internationalen Ozeanregatten wie den Discoveries Race oder Großseglertreffen teil. Darüber hinaus wird das Boot zur Unterstützung von Forschungsprojekten genutzt, so zum Beispiel für ferngesteuerte Unterwasserfahrzeuge. Abgerundet wird die Nutzung des Bootes durch repräsentative Aufgaben.